# Guerra de Independência da República Dominicana
Guerra de Independência Dominicana daria a República Dominicana autonomia  do Haiti em 27 de fevereiro de 1844. Antes da guerra, a ilha de Hispaniola havia sido unida sob o governo haitiano por um período de 22 anos, quando a nação recém-independente então conhecida como República do Haiti Espanhol, foi invadida pelo Haiti em 1822. Utilizando a guerra de guerrilha (mudando constantemente os ataques, sabotagem e terrorismo) e caudillos (homens fortes militares), os rebeldes dominicanos derrotaram a superioridade militar do Haiti. 